# La Cale 2 l'île
 (juillet 2017).
La Cale 2 l’Île (précédemment Association pour la sauvegarde du patrimoine maritime et fluvial nantais) est une association loi de 1901 créée à Nantes le 30 octobre 1989. Elle est reconnue d'intérêt général en 2000.
La Cale 2 l'Île a pris le nom de l'endroit où elle s'est implanté « Cale 2 » à Nantes. La Cale 2 est une ancienne cale du Chantiers Dubigeon, inexploitée depuis 1987. 

Cette association réunit des passionnés de bateaux anciens et des amateurs du patrimoine maritime et fluvial. L'association a pour but « la sauvegarde et la promotion du patrimoine maritime et fluvial dans les domaines matériel (les objets) et immatériel (la transmission du savoir). »

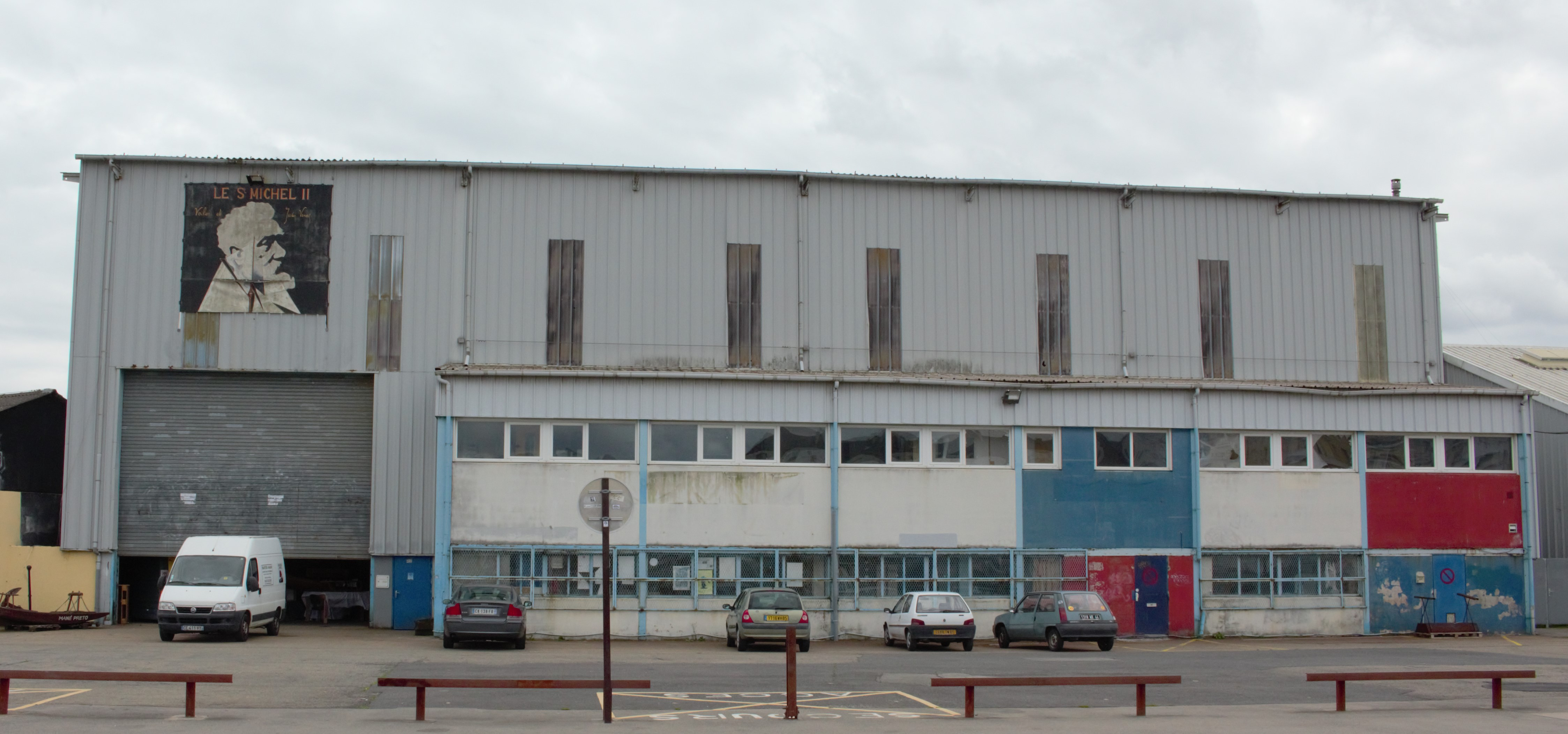
Locaux de l'Association à Nantes

## Historique

### 1989-1996, les débuts de l'association
Le 30 octobre 1989, Michel Vandesmet, Pierre Javouray et Guy Morin créentl'Association pour la sauvegarde du patrimoine maritime et fluviale nantais  (ASPMFN). Cette association à pour objet de « sauver et réhabiliter des vieux bateaux à voile et à moteur pour les rendre opérationnels sur rivière et sur la mer au départ de Nantes ». Ils sont propriétaires de bateaux et ils investissent la cale No 2 sur le site de la Prairie aux duc [source insuffisante], qui abritait les chantiers navals Dubigeon.  
En 1989, Michel Vandesmet en devient le premier président jusqu'en 1990. 
Les adhérents disposent, alors, d'un espace pour entreposer leurs coques en bois et les machines nécessaires à leur entretien. 
Alors que la fermeture des derniers chantiers navals de Nantes, deux ans plus tôt, ont fait de cette partie de l'île une friche industrielle, un no man's land délaissé par la Ville, l'occupation des locaux se fait de manière plus ou moins clandestine, ce que le cadre associatif permet de corriger un tant soit peu.
En 1990, Michel Vandesmet est remplacé à la présidence par Pierre Javouray et cela jusqu'en 1991. La situation évolue lorsque sont acquis en 1993, par Bruno Ramstein (ancien professeur à l’École Navale de Brest), président de 1991 à 1994, des bateaux à titre associatif : la Sereine, Thétis et Amphitrite. En 1994, Marc Godier (dit Max) prend la présidence jusqu'en 1996. 
Une dynamique nouvelle commence à poindre qui s'affirme sous le mandat de Philippe Brière, président de 1996 à 1999.

### 1996-1999, le développement de la vie associative
Jusqu'aux années 1998 l'association est essentiellement active le week-end. Sous l’impulsion de Philippe Brière, l'ASPMFN évolue vers un espace de rencontre, de vies collectives générées par la mobilisation de bénévoles qui font revivre le patrimoine de la mer et du fleuve.
Dans le même temps commence à se développer un important volet social. D'une manière informelle et tout à fait spontanée d'abord, lorsque des adhérents proposent à des personnes sans domicile fixe (SDF) de participer aux chantiers de rénovation.
Au mois de juillet 1999, un partenariat s'engage avec un foyer d'accueil de jeunes handicapés psychiques, la Chicotière. C'est un éducateur technique au sein de ce foyer, formé au travail du bois et adhérent à l'ASPMFN, qui lance le projet de rénovation de la Sereine par les jeunes qu'il accompagne. Enfin, Philippe Brière réalise les démarches nécessaires pour l’habilitation à recevoir des personnes condamnées à des peines de Travaux d'Intérêts Généraux (TIG). 
Ainsi depuis le milieu des années 1990, l'ASPMFN a acquis, grâce à son développement associatif vers les dimensions culturelles et sociales, une reconnaissance et une légitimité auprès des collectivités et de la mairie. 
Pour Philippe Brière, il s'agissait d'entretenir et de faire naviguer un patrimoine vivant tout en ouvrant cette activité, qui permet l'évasion, à tous. L'occasion de créer du lien entre des personnes et des personnalités issues de milieux sociaux très divers, autour de projets communs, dans un souci d'égalité et  d'accès  au patrimoine maritime pour tous.

### 1999 -2003, une période de transition
En 1999, Jean-Pierre Bureau prend la présidence de l'association.   
Le 5 mai 2001, l'ASPMFN change de statut : avec la vocation de « favoriser l'aide, la gestion et l'organisation de chantiers de restauration et d'entretien du patrimoine maritime et fluvial ».  
En 2003, l'ASPMFN change officiellement de nom et devient « la Cale 2 l'Île 

### 2003 - 2008, Le temps des Projets - Catherine Cogis devient présidente
En 2003, Catherine Cogis, la nouvelle présidente, sur décision de l'assemblée générale de l'association et mandat du conseil d'administration, négocie  la première série de rénovation de la flottille de l'association et fait voter la modification des statuts de l'association. L'association forte de ce premier succès se lance un nouveau défi : reconstruire le Saint-Michel II, un des bateaux de Jules Verne. Pour ce faire, les locaux de la cale 2 des anciens chantiers Dubigeon ne suffisent plus. Les négociations avec la ville de Nantes et Nantes Métropole, permettent a l'association d'investir le hangar 31 du quai des Antilles : les locaux sont mieux agencés pour les travaux de reconstruction du Saint-Michel en associant un large public ainsi que de nombreux partenaires économiques et pédagogiques comme l'école d'architecture avec son DPEA architecture navale mais aussi l'école du Bois.
En 2005, le changement s'accélère. En effet la mairie décide de soutenir le projet de construction du Saint-Michel II, réplique d'un cotre pilote ayant appartenu à l'écrivain nantais Jules Verne. L'inauguration du chantier a lieu en 2005 en présence de Jean Verne, l'arrière-petit-fils de l'écrivain et d'Erik Orsenna, parrain du bateau. L'ensemble des collectivités soutiennent le projet (Conseil général, Conseil régional, Nantes Métropole...). Les fonds européens viennent également soutenir le projet sur son volet social.
À cette même période les partenariats s'intensifient auprès de publics en difficultés comme avec le foyer de la Chicotiere ou encore l'association Unis-Cité. 
En 2008, Daniel Croze devient président (2008 à 2011), l'association développe le volet navigation de sa flottille et finalise le chantier du Saint-Michel II avec le soutien de l'ensemble de ses partenaires.

### 2008-2011, un aboutissement
Le projet Saint-Michel II se termine notamment avec le chantier des mâts et de la voilure.[réf. nécessaire]
La coque pontée du Saint-Michel II est mise à l'eau sur les rampes de la cale no 3 le 27 juin 2009, sous l’œil du public nantais et du maire Jean-Marc Ayrault, désignant, dans son discours, ce navire à devenir un emblème de la ville de Nantes et saluant le travail réalisé sous la présidence de Catherine Cogis. Le Saint-Michel II est baptisé le 14 mai 2011 à Nantes lors d'un événement festif organisé à cette occasion par l'association.
Parallèlement, les navigations s'intensifient : la flottille de l'association est présente sur de nombreux événements.

### Depuis 2011
En 2011, Daniel Croze a été remplacé à la présidence par Alain Doaré (président de 2011 à 2015), avec une nouvelle équipe. Hartwig Reiman a assuré la presidence de 2015 jusuq'en novembre 2014 ou il a été remplacé par Rudy Etcheverry.
Après le baptême du Saint-Michel II, la Cale 2 l'Île a repris une activité plus traditionnelle de restauration des bateaux du patrimoine, et dans le même temps intensifié son programme de navigation. Son nouveau bateau amiral a représenté l'association aux différentes rencontres de bateaux traditionnels. La pérennité de l'utilisation du hangar 31 a été assurée, accompagnée de nombreux travaux de mises en conformité (électricité, de l'enclos…).
Des navigations avec l'association Initiatives Grand Largue, cette association, constituée sur les bases du volontariat et du bénévolat, s'est donné pour but : « par des rencontres, de faire découvrir le milieu maritime et la navigation à des jeunes qui n'en auraient peut-être jamais eu l'occasion » (Éric Tabarly, président d'honneur), et avec laquelle la Cale 2 l'Île organise des sorties en mer à bord de Saint-Michel II.
L'association a développé son accueil des publics scolaires grâce au travail commun avec « Séquoia », le pôle science et environnement de la ville de Nantes, qui organise chaque année, selon un thème nouveau, des visites et activités pour les enfants des écoles dans le but de mettre les questions de sciences et d'environnement à la portée de tous.
C'est dans ce cadre qu'a commencé la construction d'un canoë en papier, grandeur nature, par des enfants d'écoles primaires, au sein de l'association. Cette dynamique nouvelle s'est accompagnée d'une stratégie de communication pour se faire connaître, mise en place autour d'une page Facebook et d'un site internet. D'autant que l'association s'est investie dans l'animation culturelle locale et internationale en naviguant jusqu'à Kiel, en Allemagne.

## Fonctionnement général
L’association compte près de deux cents adhérents (2016). Elle est dirigée par un conseil d'administration (CA), réunissant une fois par mois ses dix membres élus en assemblée générale (AG).
L'association fonctionne essentiellement grâce aux subventions allouées par le département et la Ville, qui sont ses deux principaux financeurs pour son engagement social. Le  département de la Loire-Atlantique, pour son action de préservation patrimoniale. La région lors de ces actions « extérieures » (voyage à Kiel, Hambourg, etc.) 
L'activité au hangar 31 est importante durant toute l'année : à l'exception de la saison de navigation (pendant les mois de juillet et août). Cette activité permet et est entretenue par l'activité sociale de la Cale 2 l'Île : l'accueil de personnes effectuant des peines de TIG, mais aussi de stagiaires, de mineurs étrangers isolés placés par le conseil départemental pour une « sensibilisation professionnelle » suppose un rythme de vie associative et un engagement importants. Bien souvent, le bateau n'est qu'un support à une resocialisation. « À la cale, nous ne réparons pas que les bateaux ! » Les Bateaux ainsi restaurés rejoignent la flottille de l’association.

### Actions
- Organisation de chantiers de construction, d’entretien et de restauration de bateaux et leur gestion.
- Partenariats avec des organismes s’occupant de personnes en difficulté pour la réalisation de projets personnels se rapportant à un domaine maritime ou fluvial.
- Mise en place de projets pratiques et d’actions pédagogiques en lien avec le patrimoine maritime et fluvial permettant à des publics plus jeunes d’entrer en contact avec des professionnels de la construction, de la restauration ou des artistes.
- Participation à toute activité patrimoniale, culturelle ou touristique, notamment par des navigations, contribuant à la mise en valeur du patrimoine maritime et fluvial. »

### Flottille de l’association
Les bateaux de la flottille sont inscrits sur la liste des navires labellisés « Bateaux d’intérêt patrimonial » (B.I.P) :
- Amphitrite (cotre)
- Argonaute (challenger)
- Cale 2 (série snipe, dériveur)
- Canoë en papier
- Espadon (12 m2 du Havre)
- Espadon (vedette des douanes)
- Estuaire (Bélouga)
- Fleur des vagues (canot)
- Gahonna (voilier)
- Jangada (bateau brésilien)
- Lighning (dériveur)
- Nouk II (plan Cornu)
- Niobé (moth nantais)
- Quod amo (requin)
- Pilikant (langoustier)
- Président Sourdille (vedette)
- Reine de Cordemais (canot)
- Saint-Michel II (cotre pilote)
- Sereine (canot)
- Skividen II (plan Cornu)
- Thétis (canot)
- Tramontane (corvette)

## Galerie

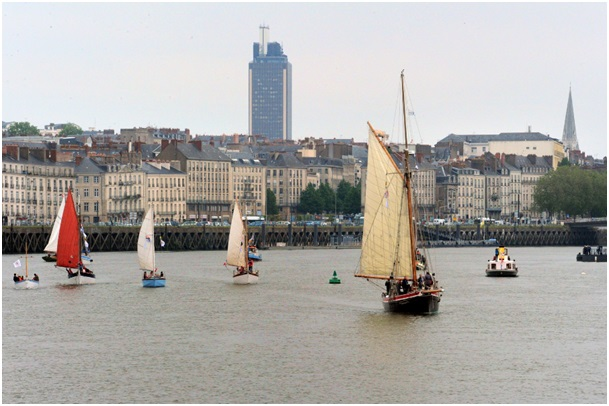
La flottille de l'association lors des 5 ans du Saint-Michel II : Thétis, Pilikant, Tramontane, Amphitrite et le St-Michel II
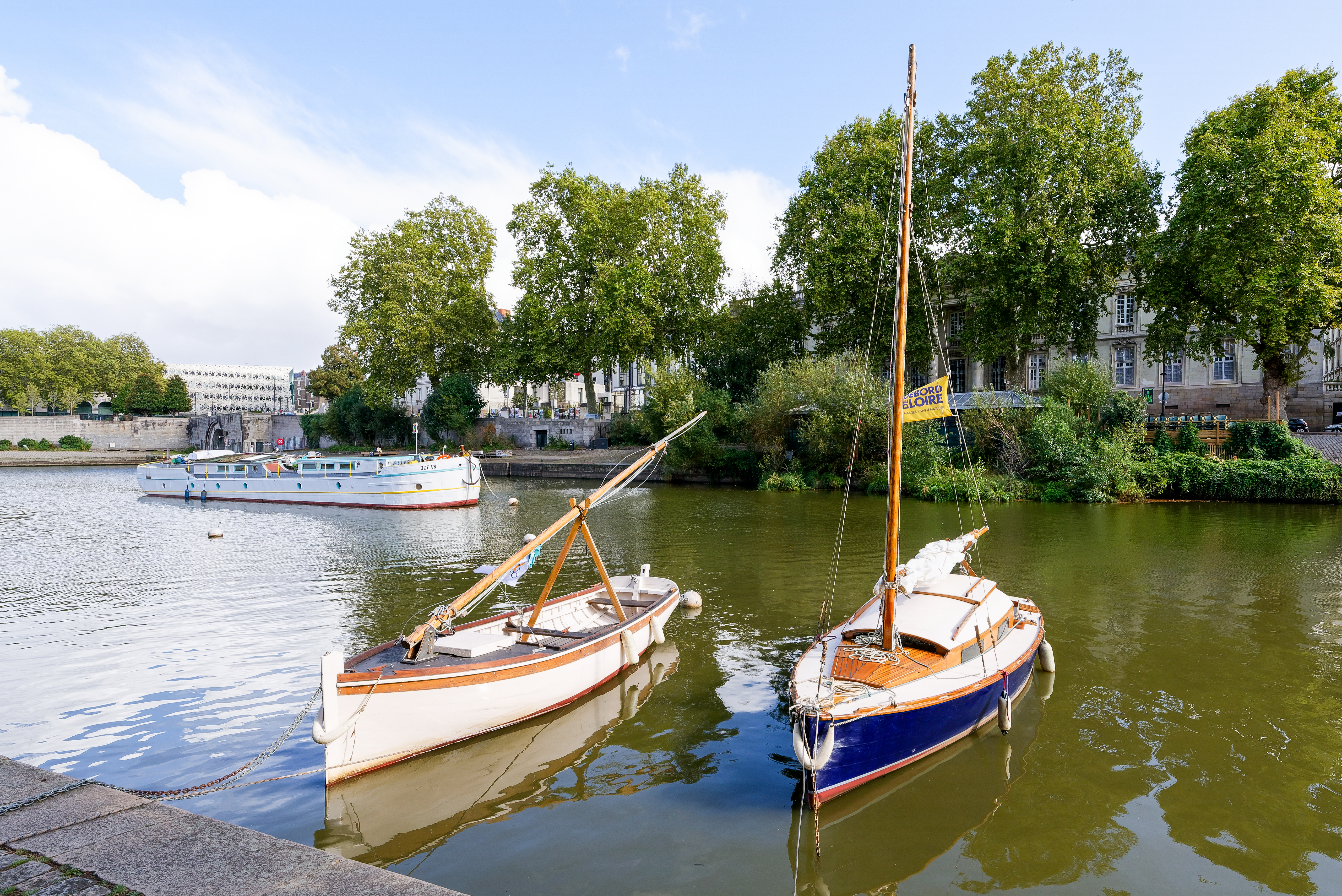
Reine de Cordemais et Estuaire
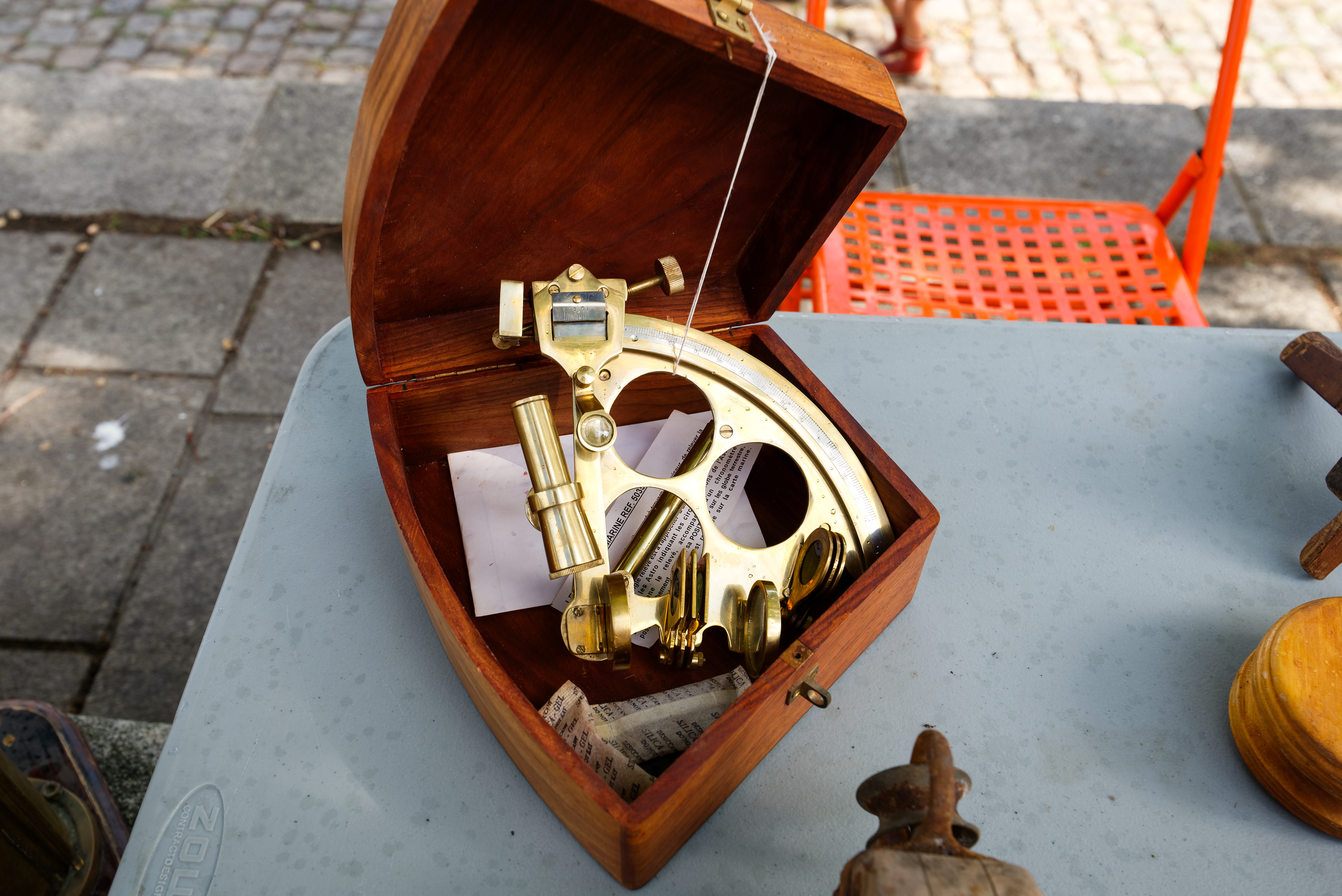
Sextant exposé lors des Journées du patrimoine 2019 à Nantes
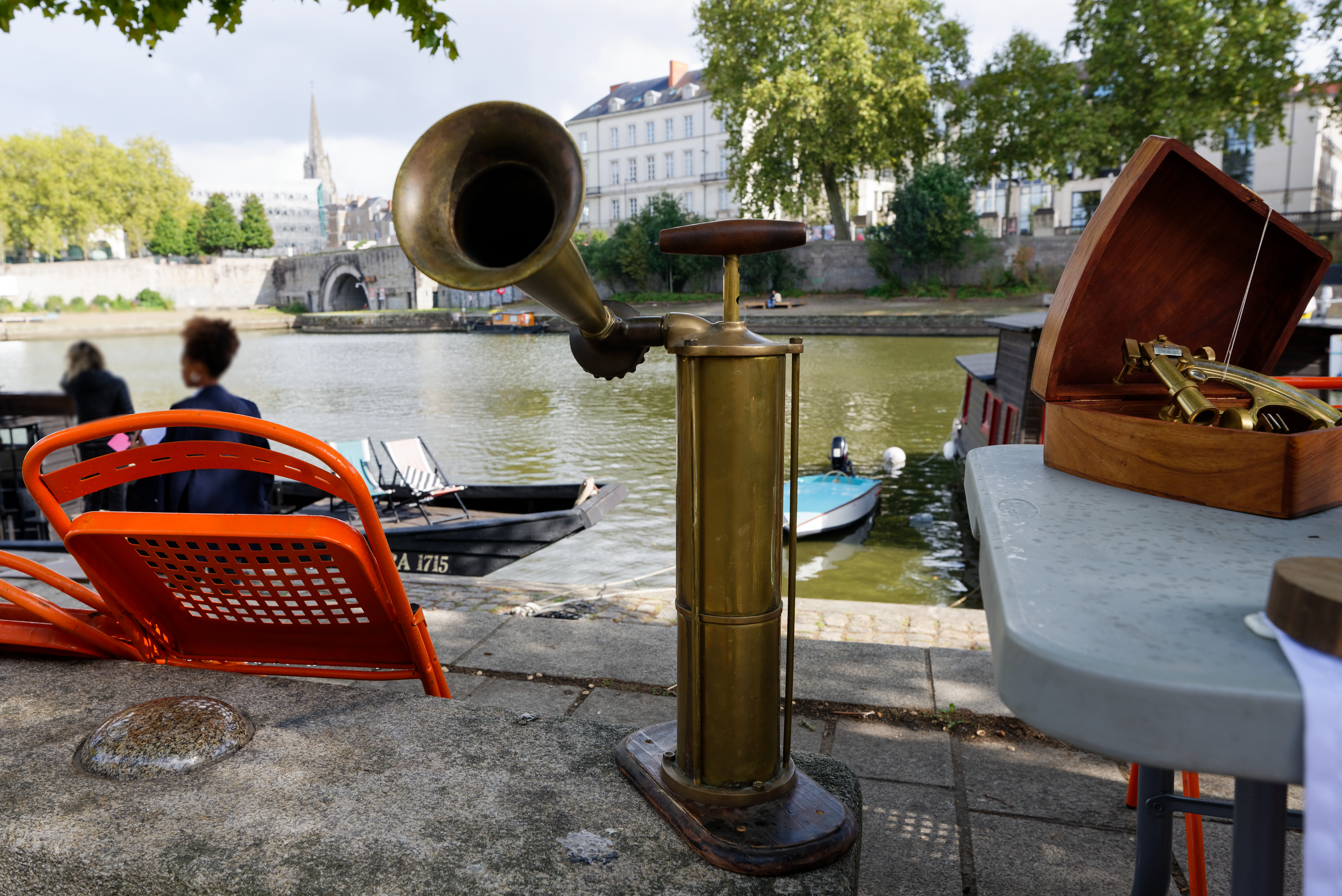
Corne de brume exposée lors des Journées du patrimoine 2019 à Nantes